# Johannes Neeb
Johannes Baptist Joseph Neeb (* 1. September 1767 in Steinheim; † 13. Juni 1843 im Steinheimer Hof bei Eltville) war ein deutscher Professor der Philosophie, hessischer Politiker und ehemaliger Abgeordneter der 2. Kammer der Landstände des Großherzogtums Hessen.

## Familie
Neeb war der Sohn des Strumpfwirkers Johann Baptist Neeb und dessen Frau Maria Theresia geborene Schreck. Neeb war römisch-katholisch und heiratete in erster Ehe Maria Anna geborene Drach († 1809, aus Kleinwallstadt), in zweiter Ehe 1809 Sophie geborene Balbier († 1810), die Tochter des Pfarrers in Wöllstein. Auch seine dritte Frau, Katharina geborene Axt (1791–1820), die er 1815 heiratete, starb wenige Jahre nach der Hochzeit. Johannes Neebs Urenkel war der 1929 in Mainz geborene Chemieprofessor Rolf Neeb, Sohn des Kaufmanns Arthur Neeb und der Anna Neeb, geborene Lerch.

## Ausbildung und Beruf
Neeb studierte Philosophie und Theologie an der Universität Mainz. 1791 schloss er das Studium mit der Promotion ab und wurde Lehrer am Gymnasium Aschaffenburg. 1791 wurde er Professor der Philosophie an der Universität Bonn und 1797 an der Zentralschule in Mainz. Ab 1803 lebte er als Gutsbesitzer in Nieder-Saulheim.

## Politik
Neeb war 1805–1812 Bürgermeister in Nieder-Saulheim. In der 1. und 2. Wahlperiode (1820–1824) war er Abgeordneter der zweiten Kammer der Landstände des Großherzogtums Hessen. In den Landständen vertrat er den Wahlbezirk Rheinhessen 3/Wöllstein. In der 5. Wahlperiode (1832–1833) wurde er erneut gewählt, diesmal im Wahlbezirk Rheinhessen 4/Wörrstadt.
Gemeinsam mit Clemens Lauteren und Johann Maria Kertell trat er als Vertreter der katholischen Sache in den Ständen hervor.

## Ehrungen
Die Johannes-Neeb-Straße in Hanau ist nach ihm benannt.

## Schriften (Auswahl)
- Theses selectae ex historia ecclesiastica tertiae epochae a grandi occidentis schismate 1386. Universität Mainz, Dissertation, 14. Juli 1789. Digitalisat
- Johann Neeb, Doctor und Professor der Philosophie auf der Universität zu Bonn, Ueber Kant’s Verdienste um das Interesse der philosophierenden Vernunft. Abshoven, Bonn 1794. Digitalisat
- Gründe gegen die Möglichkeit einer allgemeinen Verbreitung des Unglaubens. Weber, Bonn 1834. Digitalisat